# Edwige Feuillère
Edwige Feuillère, właśc. Caroline Vivette Edwige Cunatti (ur. 29 października 1907 w Vesoul, zm. 13 listopada 1998 w Boulogne-Billancourt) – francuska aktorka teatralna i filmowa.

## Biografia
Córka Włocha i Francuzki, urodzona w Vesoul – niedużej miejscowości w departamencie Górna Saona. Po studiach aktorskich w Dijon i Paryżu rozpoczęła występy teatralne pod pseudonimem Cora Lynn. Od 1929 do końca kariery występowała pod nazwiskiem swojego męża – Feuillère.
Podczas swojej długiej, ponad 60-letniej kariery teatralnej (1931-1992), ponad 40-letniej filmowej (1931-1975) i liczących blisko 30 lat występów na „szklanym ekranie” grała dużo i często. Było to ponad 80 spektakli teatralnych, 60 filmów i kilkanaście seriali TV.
W szczytowym okresie swojej kariery, przypadającym na lata 40. i 50. zyskała sobie miano „pierwszej damy kina francuskiego”.
Jej role to głównie dystyngowane, eleganckie damy, „femme fatale”, bardzo często wyrachowane i zimne kobiety. Sprawdzała się dobrze zarówno w dramatach, jak i komediach. Jak pisał The New York Times po jej śmierci (powołując się na Le Monde) „[...] była Marleną Dietrich, Irene Dunne i Gretą Garbo w jednym [...]".
Dożyła sędziwego wieku 91 lat. Zmarła 13 listopada 1998 na atak serca, którego doznała na wieść o śmierci aktora Jeana Marais'go. Została pochowana na cmentarzu w Beaugency w departamencie Loiret.

## Spuścizna

### Teatr
- 1931 – Miłość Sycylijczyka lub malarza (debiut)
- 1931 – Marsz weselny
- 1931 – Pocieszne wykwintnisie
- 1931 – Wesele Figara
- 1932 – Siedmiomilowe buty
- 1933 – Igraszki trafu i miłości

### Operetka
- 1930 – Przygody króla Pauzola
- 1933 – Szczęście
- 1937 – Paryżanka
- 1938 – Kaprys
- 1939, 1940, 1944, 1949, 1952, 1959 – Dama kameliowa
- 1942, 1945, 1957 – Sodoma i Gomora
- 1948, 1949, 1951, 1961, 1966, 1967 – Podział południa
- 1958 – Lucy Crown
- 1960 – Rodogunda
- 1962 – Fedra
- 1965, 1974, 1975, 1991 – Wariatka z Chaillot
- 1971 – Słodki ptak młodości
- 1973 – Lew w zimie
- 1976 – Wizyta starszej pani
- 1986 – Nad złotym stawem

### Film
- 1931 – La fine combine (Mado)
- 1932 – Monsieur Albert (hrabina Riccardi)
- 1933 – Przygody króla Pausole’a (Diane)
- 1935 – Lukrecja Borgia (Lucrèce Borgia)
- 1935 – Stradivarius (Maria Belloni)
- 1935 – Golgota (Klaudia Prokula)
- 1936 – Mister Flow (lady Scarlet)
- 1937 – Niebezpieczna miłość (Edwige Elno)
- 1937 – Agentka H. 21 (Marthe Richard)
- 1938 – Byłam awanturnicą (Véra Vronsky)
- 1939 – Bez jutra (Evelyn „Babs” Morin)
- 1942 – Mam’zelle Bonaparte (Cora Pearl)
- 1943 – Lucrèce (Lucrèce)
- 1948 – Dwugłowy orzeł (Natasha)
- 1948 – Przeciwnik kobiet (Colette Marly)
- 1950 – Stracone wspomnienia (Florence)
- 1951 – Olivia (panna Julie)
- 1952 – Czarujące istoty (Denise Aubusson)
- 1954 – Zboże w trawie (Biała Dama)
- 1957 – Kiedy wmiesza się kobieta (Maine)
- 1958 – Życie we dwoje (Françoise Sellier)
- 1958 – Na wypadek nieszczęścia (Viviane Gobillot, żona André)
- 1961 – Sławne miłości (panna Raucourt)
- 1962 – Zbrodnia nie popłaca (Dona Lucrezia)
- 1964 – Czy lubicie kobiety? (ciotka Flo)
- 1974 – Czar orchidei (pani Bastier-Wagener)
- 1995 – Księżna de Langeais (księżniczka Beaumont-Chauvry)

## Upamiętnienie
W Vesoul (miejscu jej urodzenia) lokalny teatr oraz jeden z placów nosi jej imię. Ma plac poświęcony jej imieniu również w Paryżu (w 7. dzielnicy) oraz ulicę swojego imienia. Na budynku w którym mieszkała przez ponad 30 lat (Avenue de la Bourdonnais nr 16) w lutym 2008 roku odsłonięto tablicę pamiątkową jej poświęconą. Od 2003 roku działa w Paryżu stowarzyszenie „Les Amis d’Edwige Feuillère”, które stawia sobie za cel kultywowanie pamięci o aktorce.

## Nagrody i wyróżnienia
W 1992 roku została odznaczona orderem Legii Honorowej II kl. (Grand Officier). W 1984 została uhonorowana przez francuską Akademię Sztuki i Techniki Filmowej nagrodą Cezara przyznanym jej za całokształt twórczości.

## Galeria

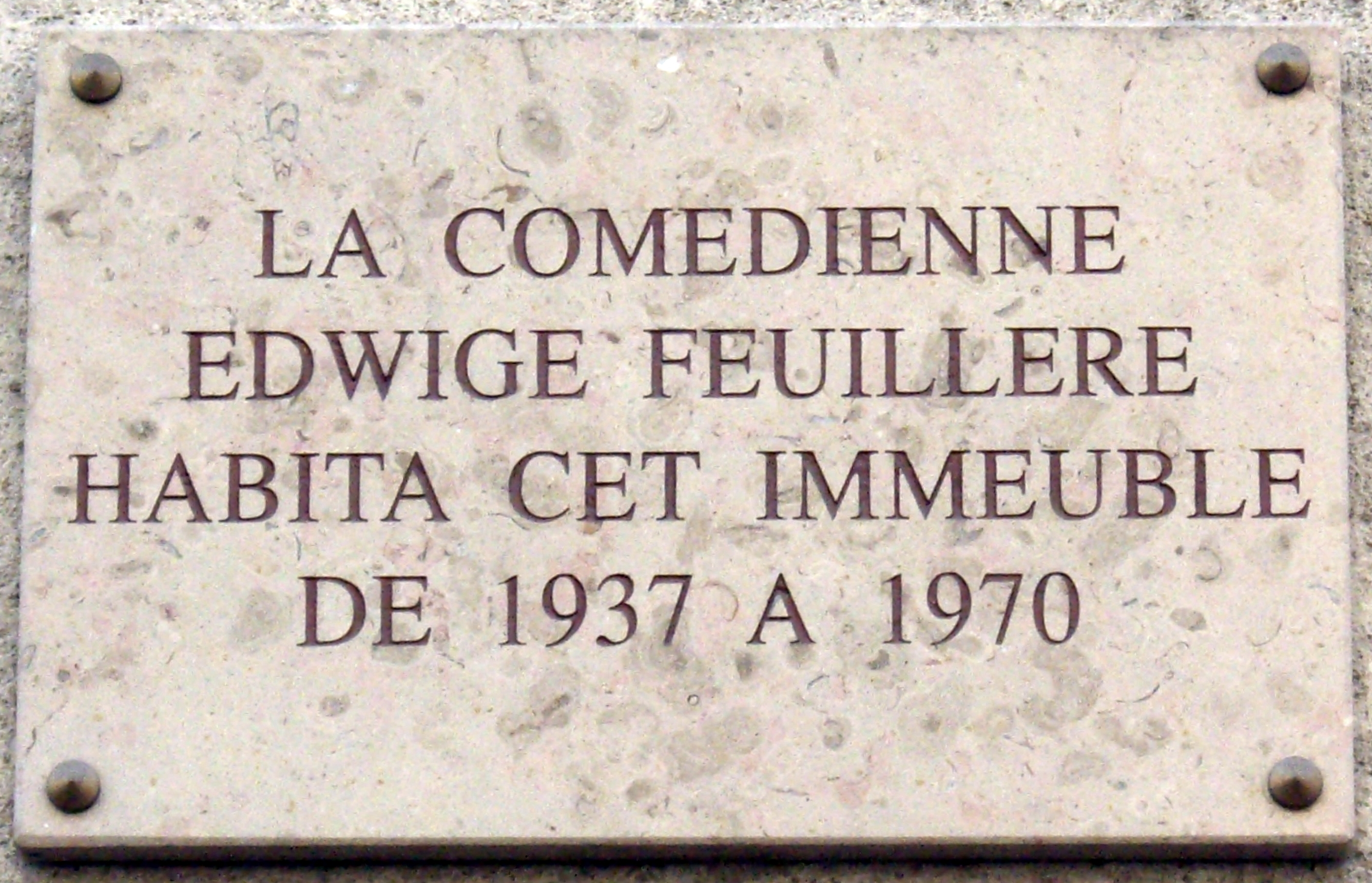
Tablica pamiątkowa poświęcona aktorce, umieszczona na budynku przy Avenue de la Bourdonnais nr 16 w Paryżu
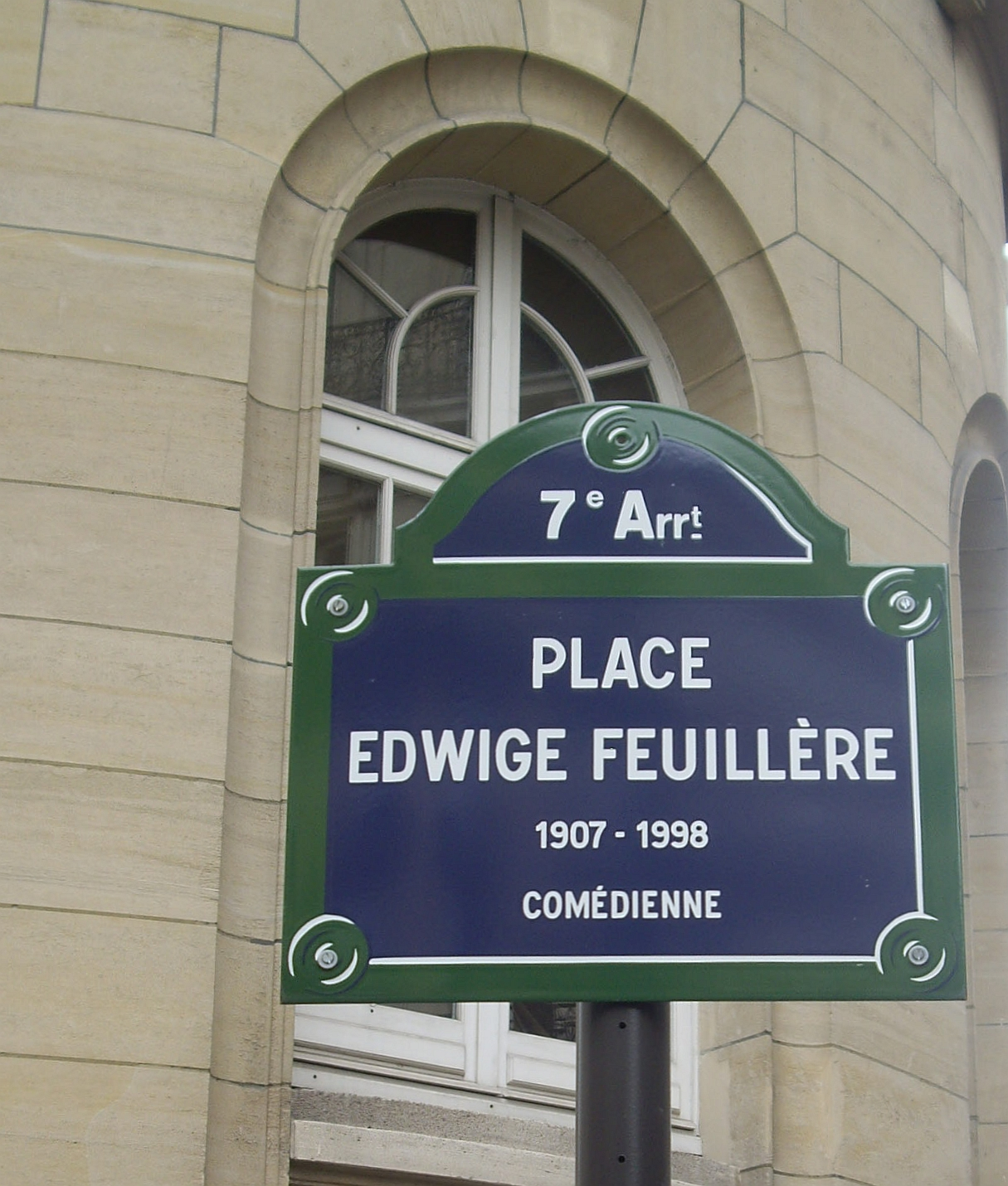
Jeden z placów Paryża nosi jej imię
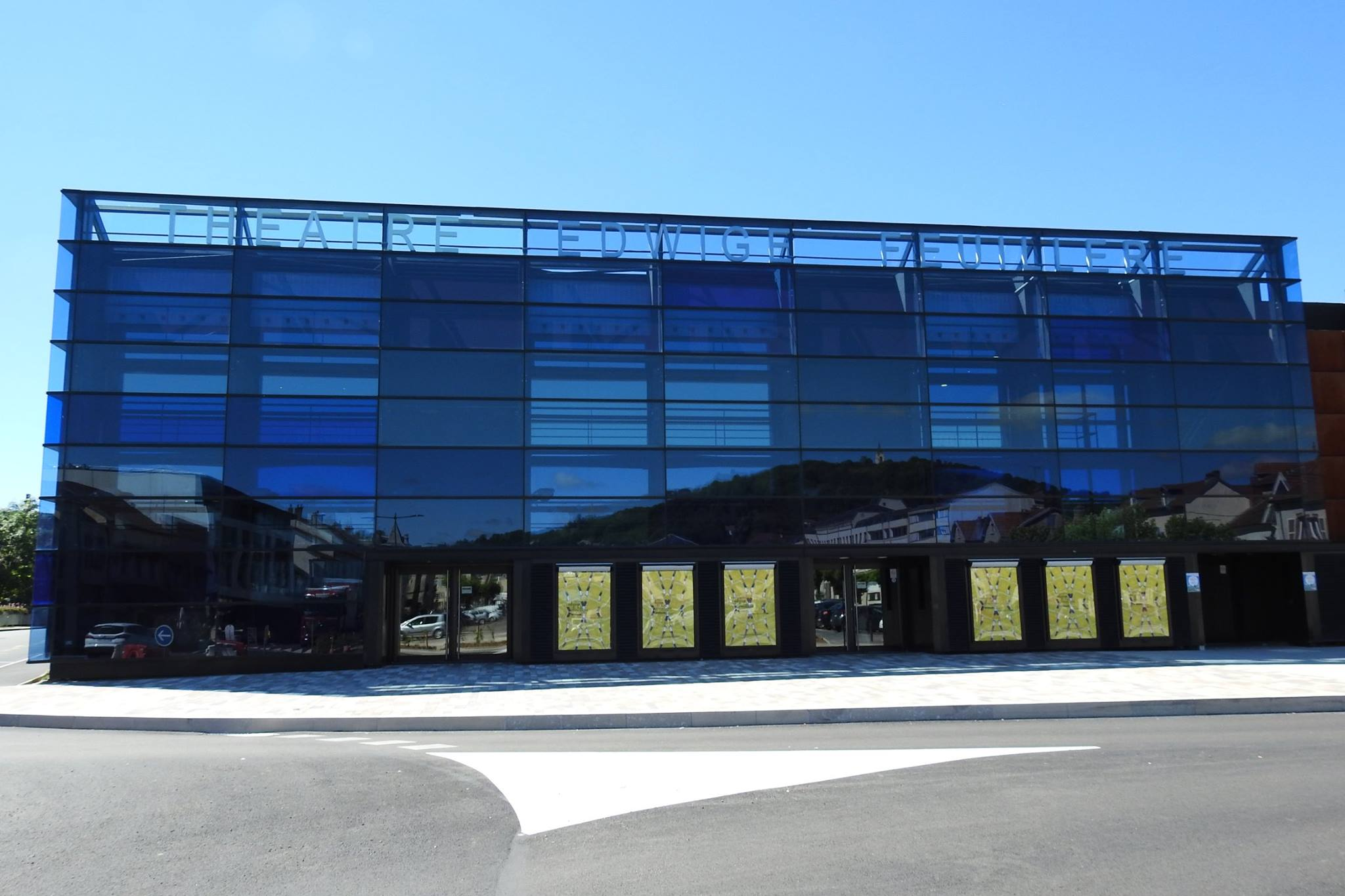
Teatr jej imienia w rodzinnym Vesoul
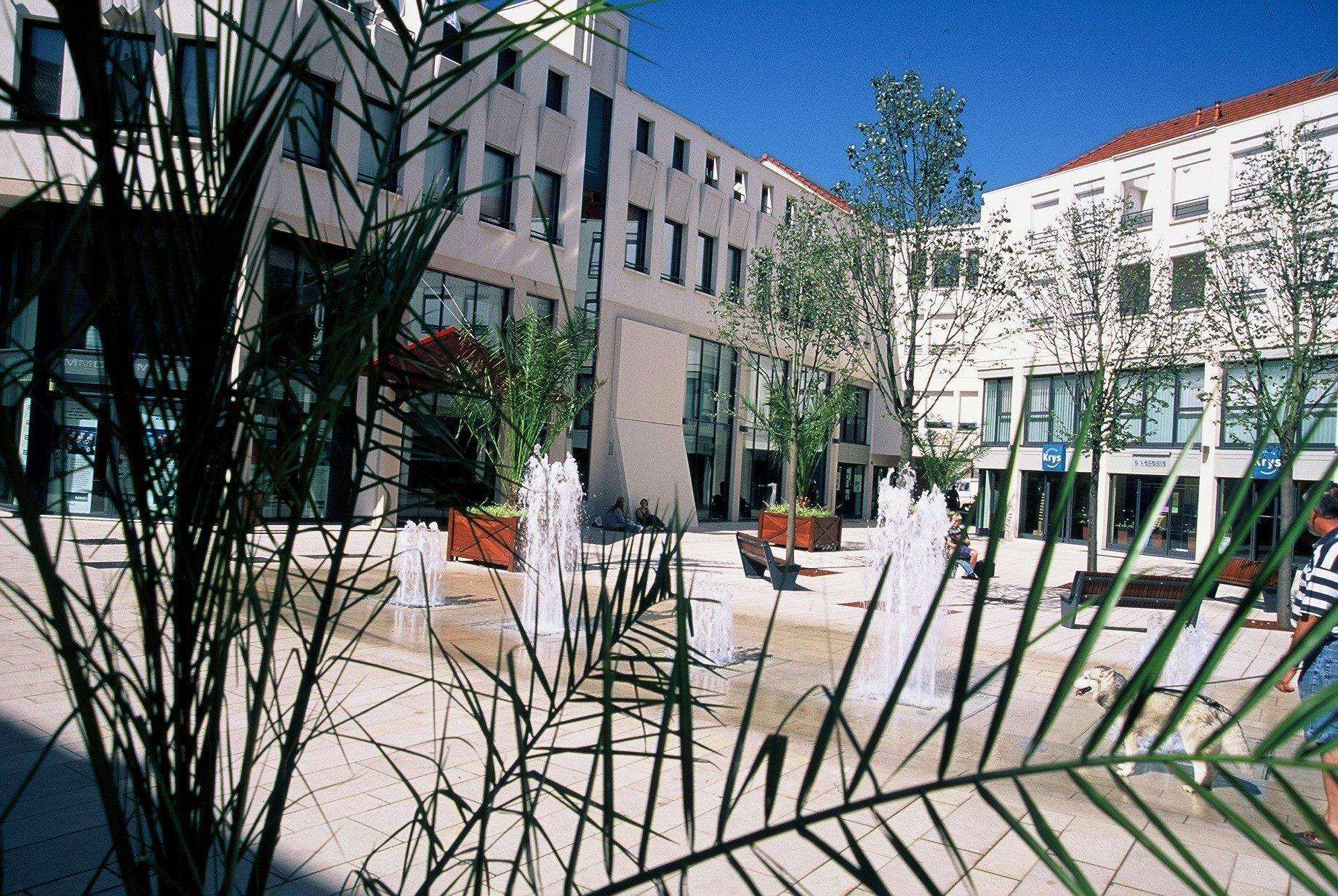
Plac imienia Edwige w Vesoul
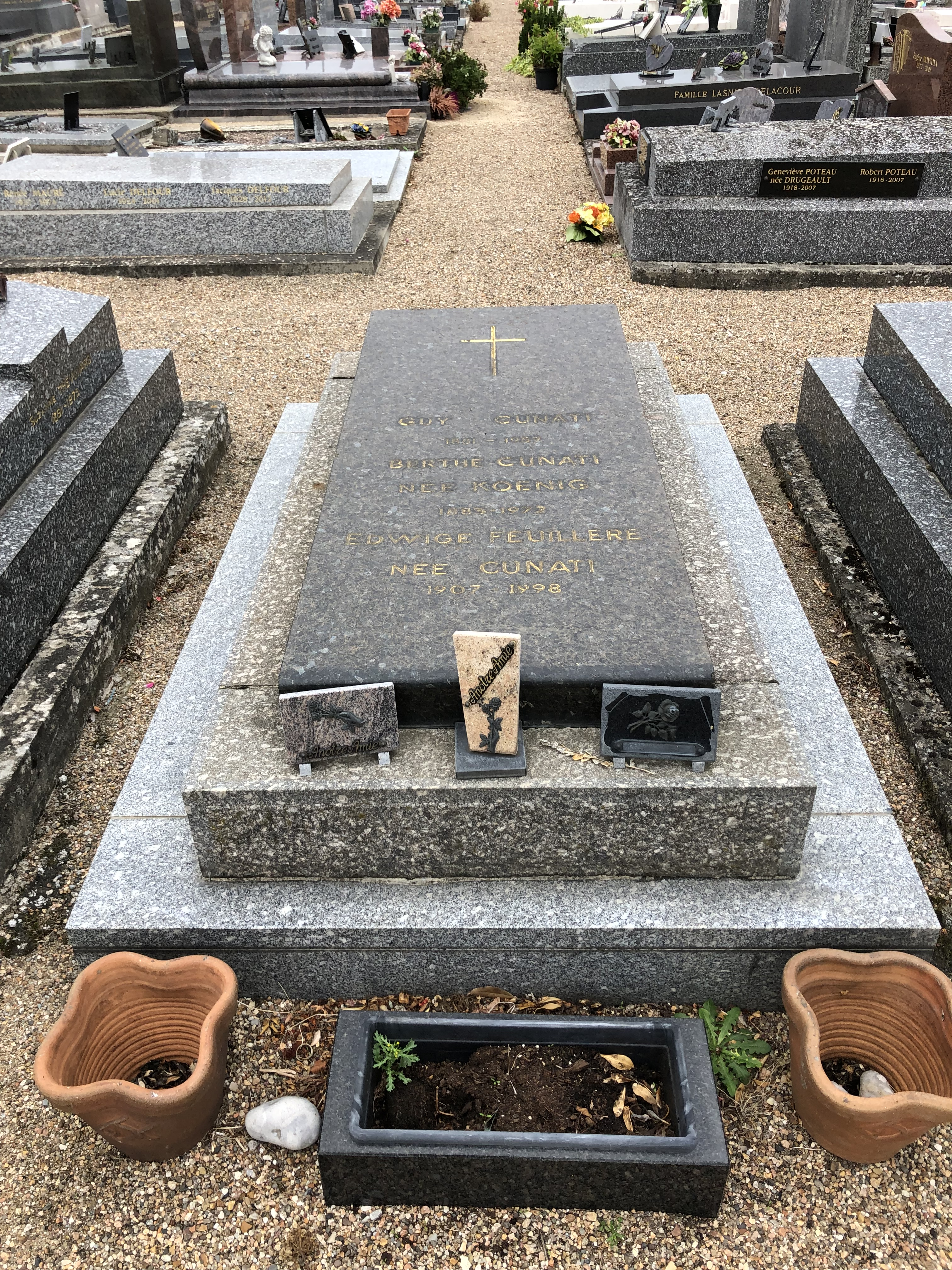
Nagrobek aktorki na cmentarzu w Beaugency